# Кварто д'Алтино
Кварто д'Алтино (итал. Quarto d'Altino) је насеље у Италији у округу Венеција, региону Венето.
Према процени из 2011. у насељу је живело 5880 становника. Насеље се налази на надморској висини од 3 м.

## Становништво
| 1931. | 1936. | 1951. | 1961. | 1971. | 1981. | 1991. | 2001. | 2011. |
| ----- | ----- | ----- | ----- | ----- | ----- | ----- | ----- | ----- |
| 2.998 | 3.549 | 4.120 | 3.804 | 4.361 | 5.463 | 6.234 | 7.228 | 8.199 |